# St. Sebastian (Ramsau)
Die Pfarrkirche St. Sebastian ist eine römisch-katholische Kirche in Ramsau bei Berchtesgaden. Sie liegt im Zentrum der Gemeinde auf dem Gebiet der Gnotschaft Taubensee und erlangte als Motiv der Landschaftsmalerei große Bekanntheit.

## Gebäude und Geschichte

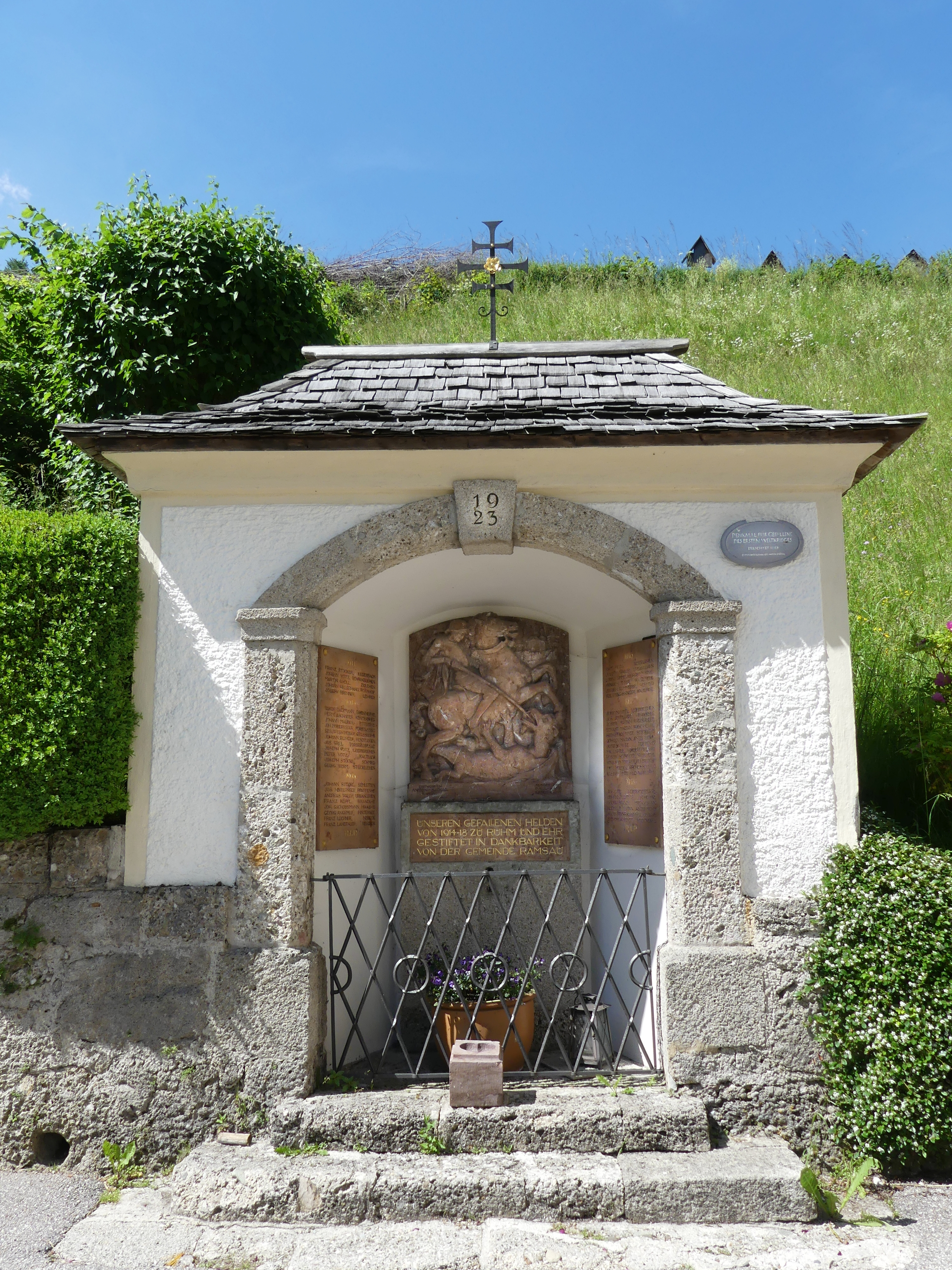
Kriegerdenkmal zum Ersten Weltkrieg

### Errichtung und Umbauten zum Ensemble
Die Kirche wurde 1512 unter Fürstpropst Gregor Rainer erbaut und ist den Heiligen Sebastian und Fabian geweiht.
Im spätgotischen Stil errichtet, wurde die Kirche ab dem 16. Jahrhundert mehrmals erweitert und 1610/11 mit einem steinernen Turm versehen. 1697/99 schließlich wurde sie samt dem 1700 neu errichteten, mit einer Zwiebelhaube bedeckten Turm barock überformt und mit Holzschindeln gedeckt.
Der Kirche ist seit 1658 östlich der historische Friedhof mit Leichenhaus und ehemaligem Kinderfriedhof angegliedert, der ab 1949 als „Bergfriedhof“ hangaufwärts drei Mal erweitert wurde. Ihm schließt sich das Kriegerdenkmal zur Erinnerung an die im Zweiten Weltkrieg gefallenen Ramsauer an. Den östlichen Abschluss des Ensembles bildet das Mesnerhaus. Nördlich der Kirche erstreckt sich in erhöhter Lage der neue Friedhof, westlich der Pfarrhof mit dem Pfarramt, dazwischen steht das Kriegerdenkmal für die im Ersten Weltkrieg gefallenen Soldaten der Gemeinde.

### Erst Filialkirche, dann Pfarrkirche
Die Kirche wurde 150 Jahre von Berchtesgaden aus betreut. Ab 1657 residierte bei der Kirche ein Chorherr als Vikar der Pfarrei Berchtesgaden, für den 1659 eigens der benachbarte Pfarrhof errichtet wurde. Nach der Säkularisation wurde innerhalb des Dekanats Berchtesgaden für das Gebiet der Gemeinde Ramsau 1812 eine eigenständige Pfarrei begründet und die Kirche St. Sebastian zur Pfarrkirche erhoben.
Die Kirche ist Kern des Ensembles „Pfarrkirche St. Sebastian mit Umgebung“ sowie ein nachqualifiziertes landschaftsprägendes Einzeldenkmal.

### Die Kirche als Motiv
Die Pfarrkirche St. Sebastian wurde von Malern wie Wilhelm Bendz, Thomas Fearnley, Ferdinand Runk, Ferdinand Laufberger, Wilhelm Busch, Otto Pippel und Will Klinger-Franken auf Skizzen, Zeichnungen und Gemälden festgehalten. Während jedoch zum Beispiel Fearnley (1830) und Loos (1836) noch die Perspektive vom Westen her bzw. vom damaligen Dorfkern beim Gasthof Oberwirt in Richtung Kirche mit dem Göll im Hintergrund wählten, wechselte gegen Ende des 19. Jahrhunderts der Blickwinkel in die entgegengesetzte Richtung, und der heute Malerwinkel genannte Standpunkt mit Ramsauer Ache und Ertlsteg im Vordergrund sowie der Reiter Alpe im Hintergrund setzte sich durch. Diese Rezeption in der Kunst führte zu großer Bekanntheit der Kirche.
1960 malte US-Präsident Eisenhower nach einem Farbfoto eigenhändig die Kirche. Sein Werk wurde als Weihnachtspräsent für den Stab des Weißen Hauses vervielfältigt und in der europäischen Ausgabe von Stars and Stripes, dem Tagblatt der US-Streitkräfte veröffentlicht.

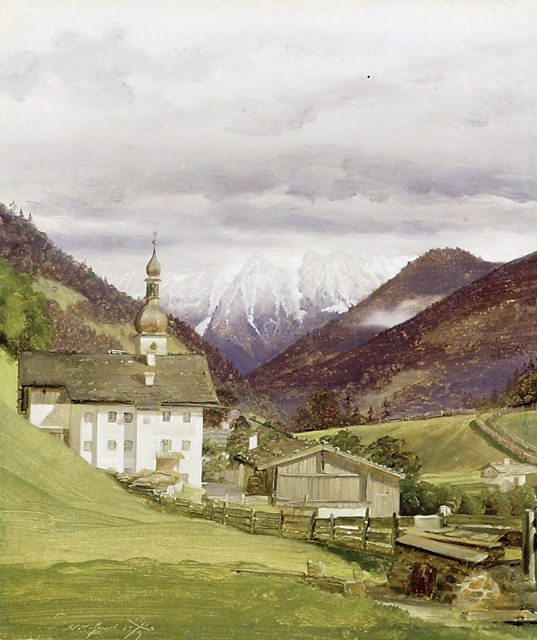
Wilhelm Bendz: Die Kirche von Ramsau (vor 1832)
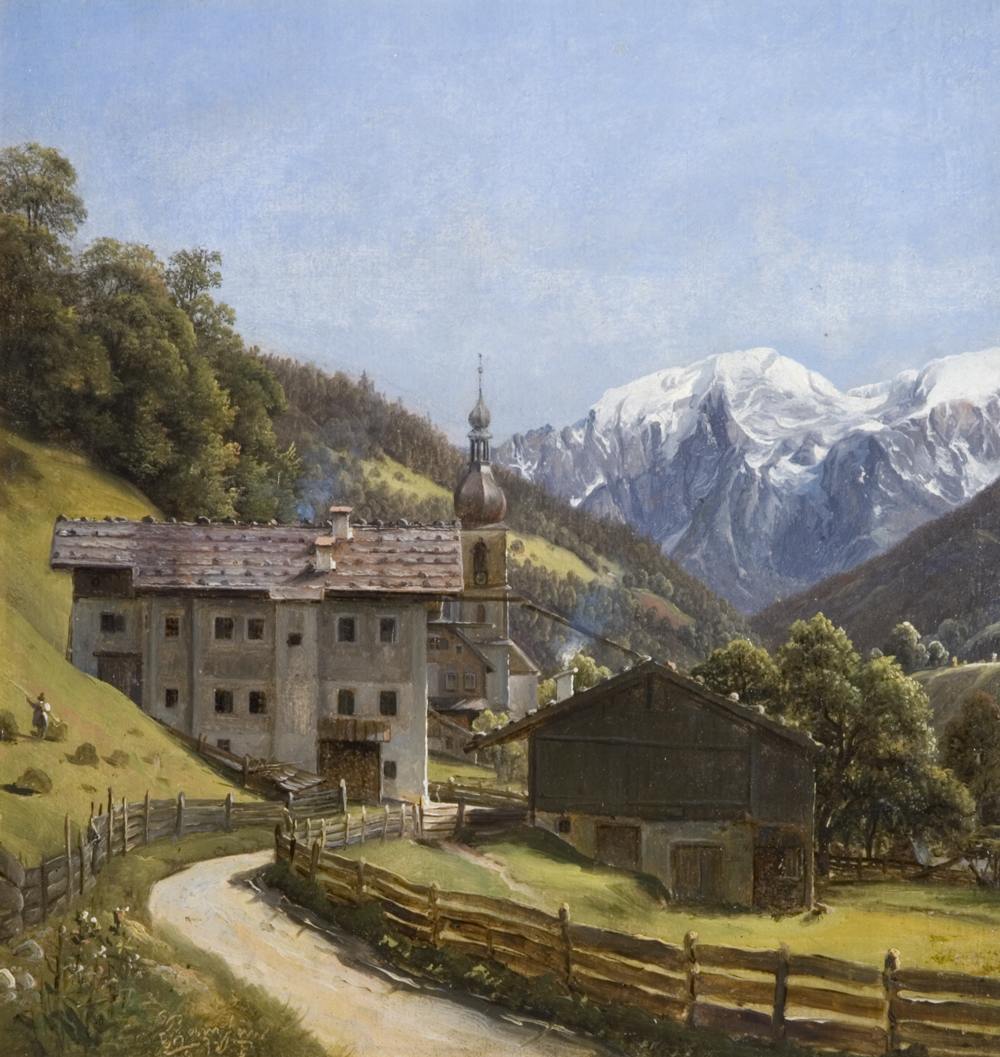
Thomas Fearnley: Ramsau (1832)
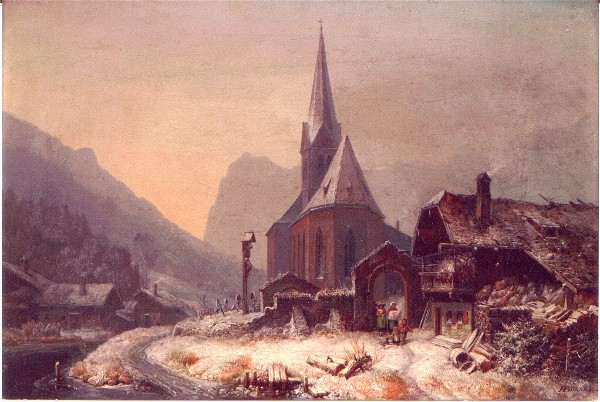
Heinrich Bürkel: Winter in der Ramsau (um 1847/50)
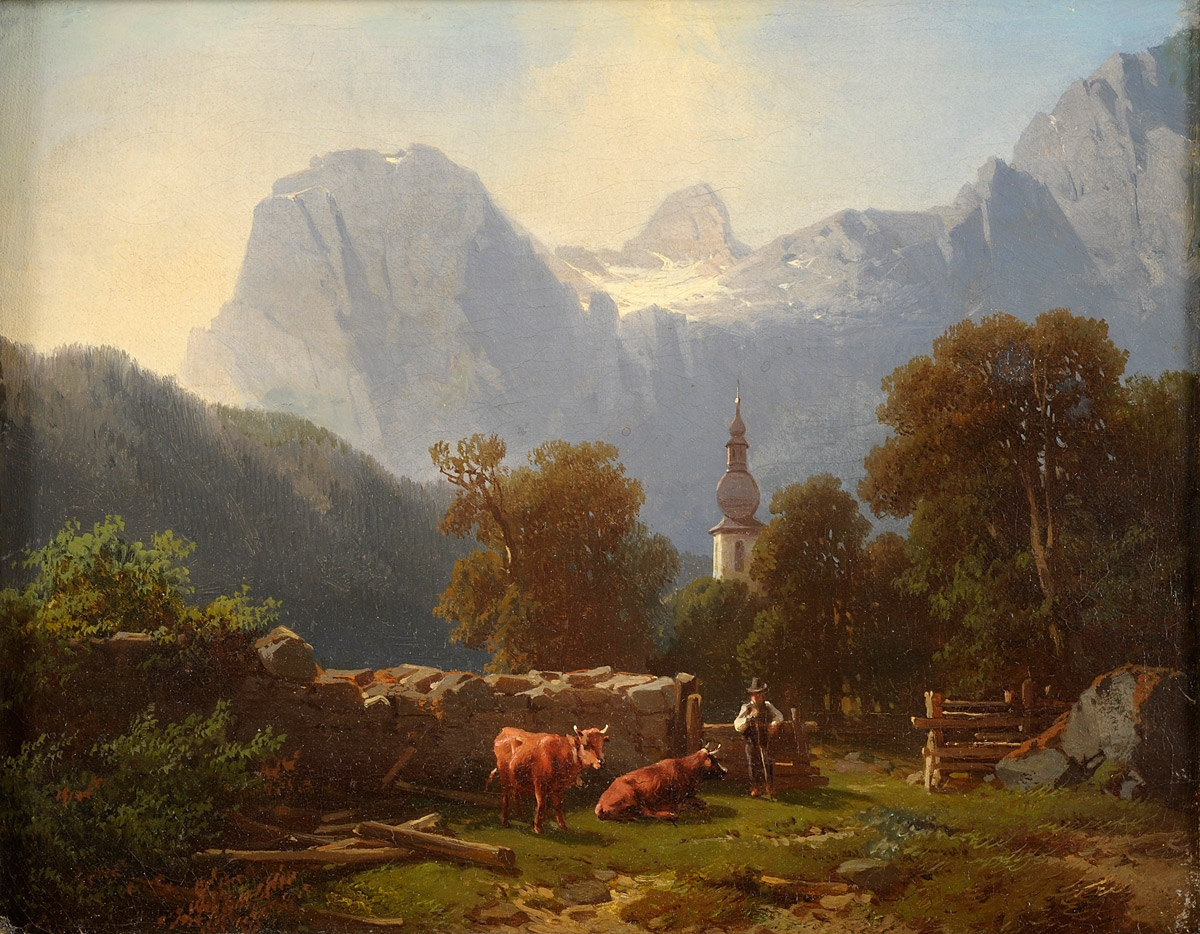
Carl Triebel (vor 1885)
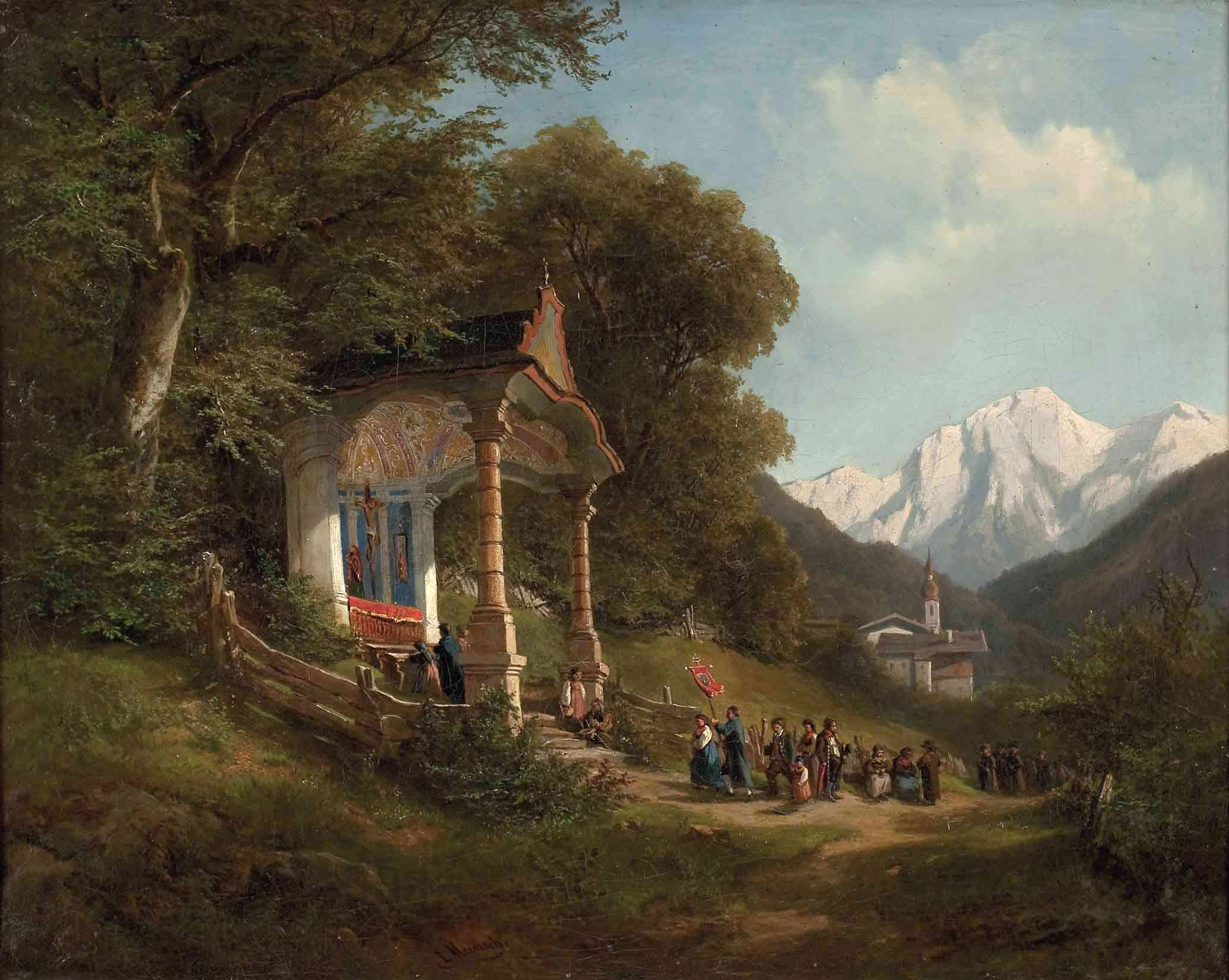
Leopold Munsch: Prozessionszug bei der Waldkapelle in der Ramsau bei Berchtesgaden (Kirche im Hintergrund; vor/um 1888)

Sie findet auch auf einem Puzzle Verbreitung, und ein Modell der Kirche wird als Zubehör für Modelleisenbahnen vom Spielwarenhersteller Viessmann Modellspielwaren unter der Marke Kibri vertrieben.
Anlässlich ihres 500-jährigen Bestehens richtete die Gemeinde Ramsau 2012 ein „1. Offenes ExTempore für Bildkunst im Berchtesgadener Land“ aus, mit der Vorgabe, ein Motiv aus der Ramsauer Landschaft oder das mehrdeutig gemeinte Thema „ZauberWald“ zu bearbeiten. Im Rahmen dieses von über 100 Künstlern aus dem In- und Ausland bestrittenen Wettbewerbs sind unter anderem auch neue Bildwerke mit der Pfarrkirche entstanden.
Zudem dient sie noch heute als zentrales Bildmotiv auf unzähligen Foto- und Ansichtskarten.

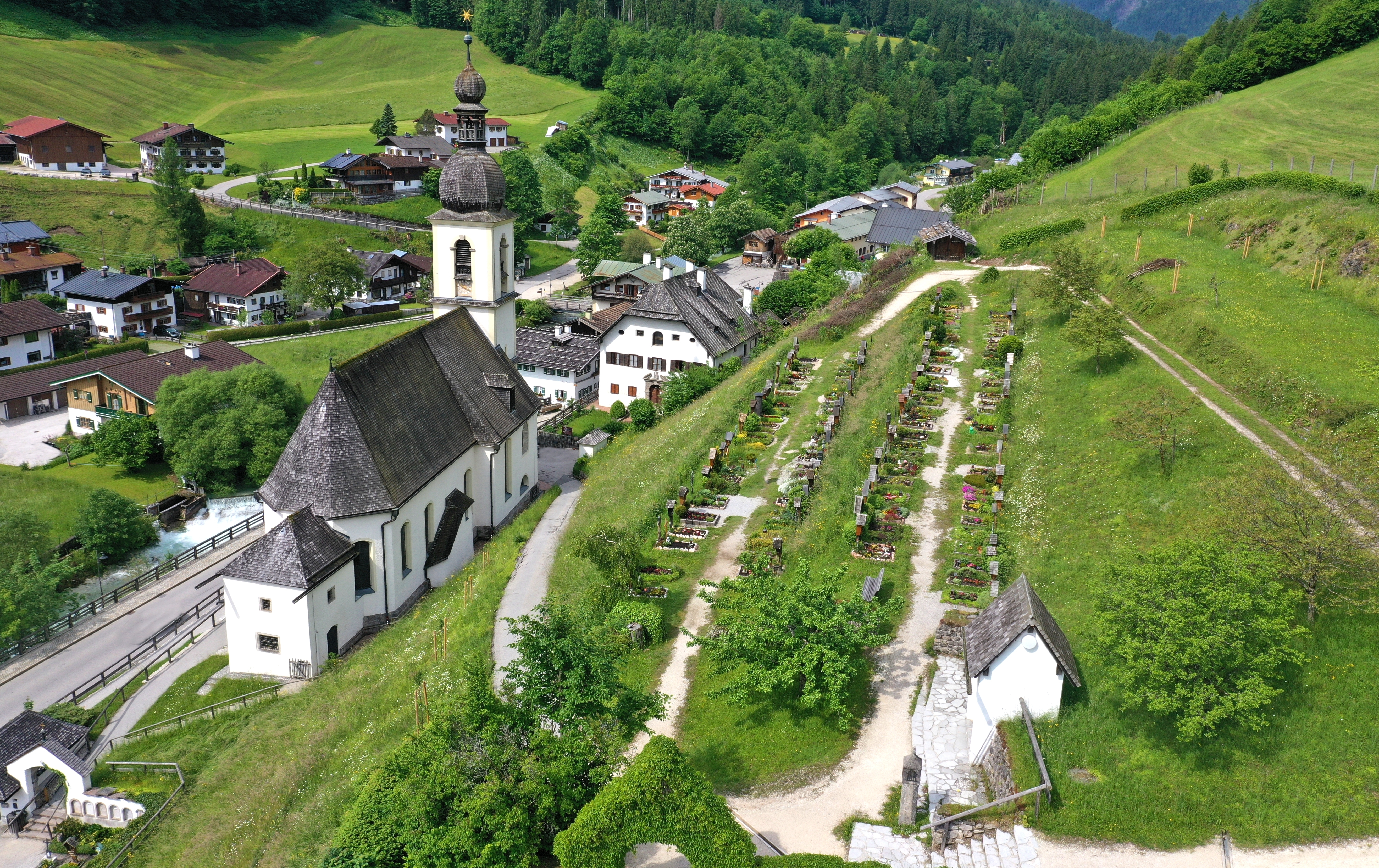
Kirche von hinten mit einem Teil des Bergfriedhofs
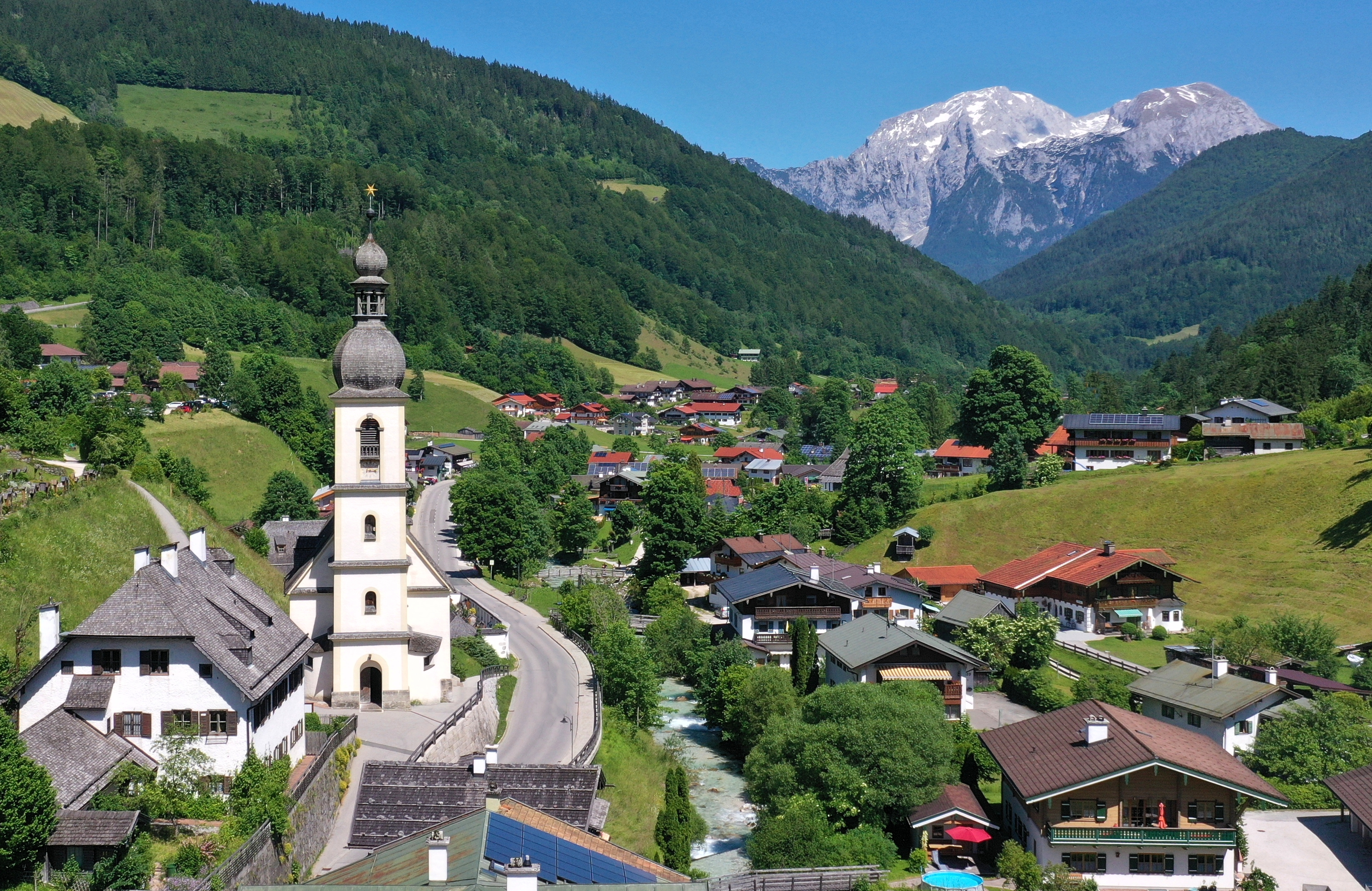
Pfarrkirche St. Sebastian mit Pfarrhof, im Hintergrund Hoher Göll
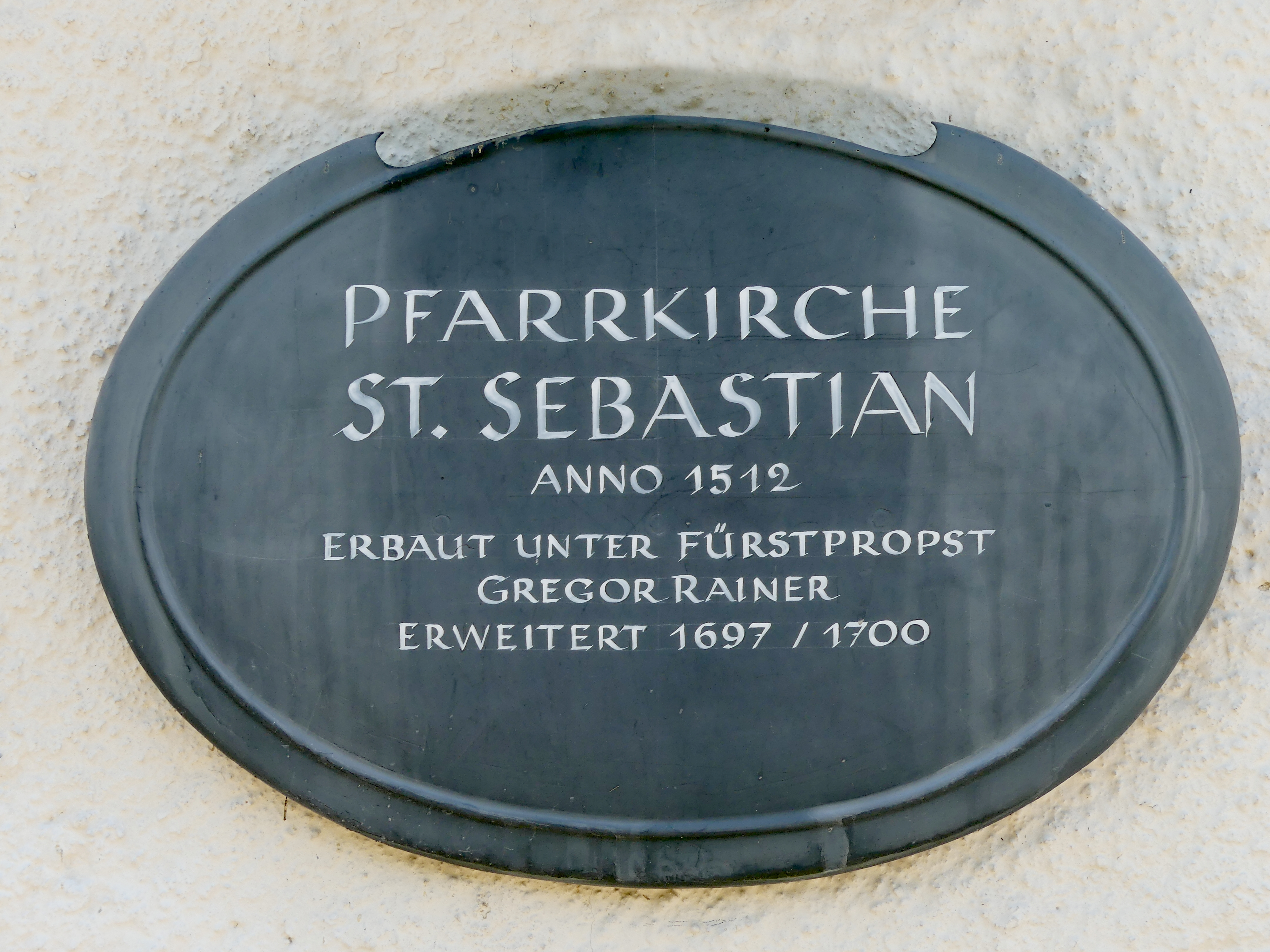
Info-Tafel zur Kirche

## Ausstattung
Die Kirche verfügt über einen Hochaltar und vier Seitenaltäre. Nach dem Zweiten Vatikanischen Konzil kam ein Volksaltar hinzu. An der Balustrade der Orgelempore sind gefasste Holzfiguren von Jesus und den zwölf Aposteln angebracht, deren Entstehung ungefähr auf das Jahr 1430 geschätzt wird. Sie sind älter als die Kirche und gelten zusammen mit der Apostelreihe in Marktschellenberg als wertvollste Kleinplastiken der Spätgotik im Gebiet der ehemaligen Fürstpropstei Berchtesgaden. Ihr früherer Aufstellungsort ist ebenso unbekannt wie der vermutlich einheimische Meister, der sie geschaffen hat.

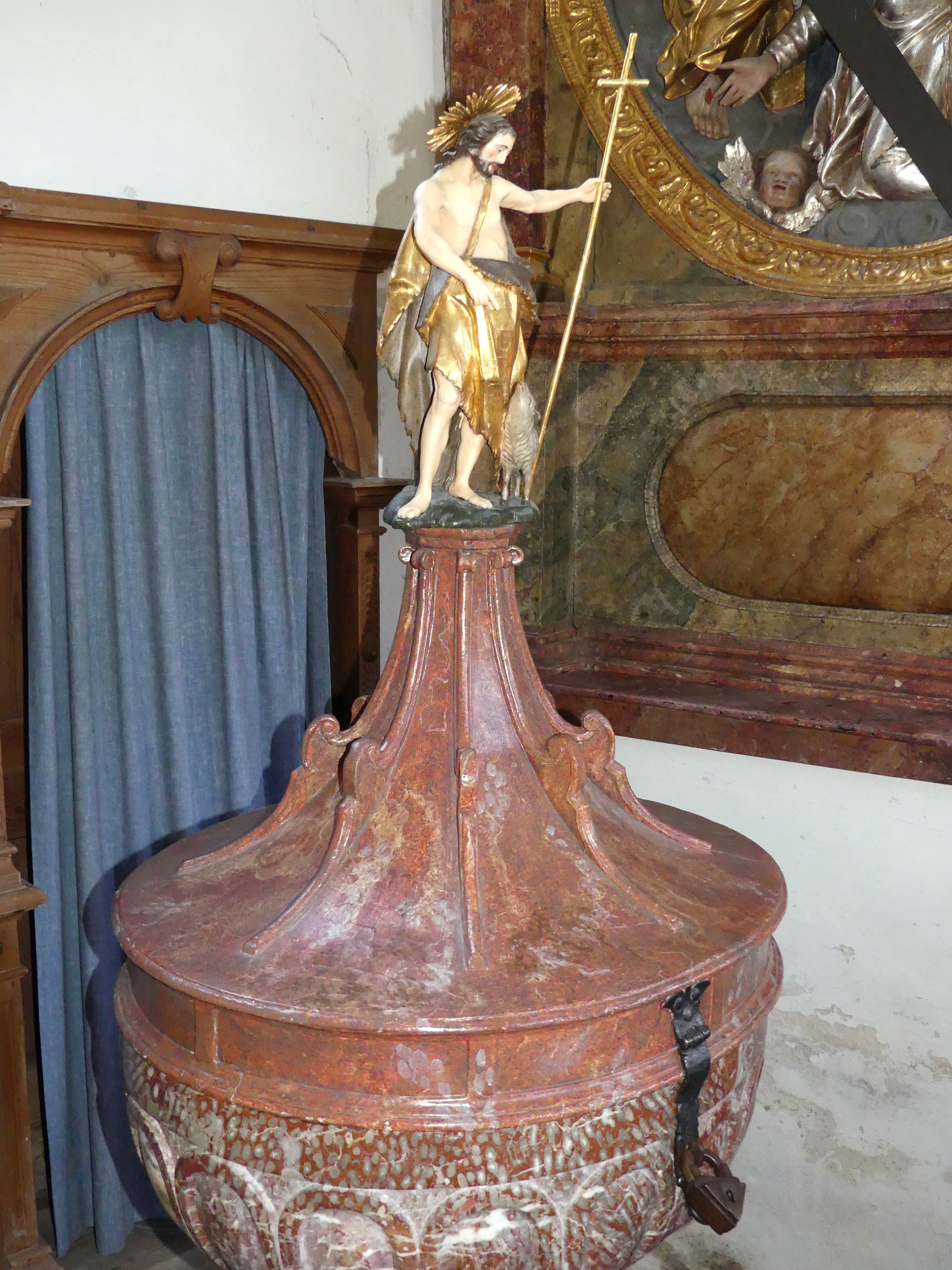
Taufbecken
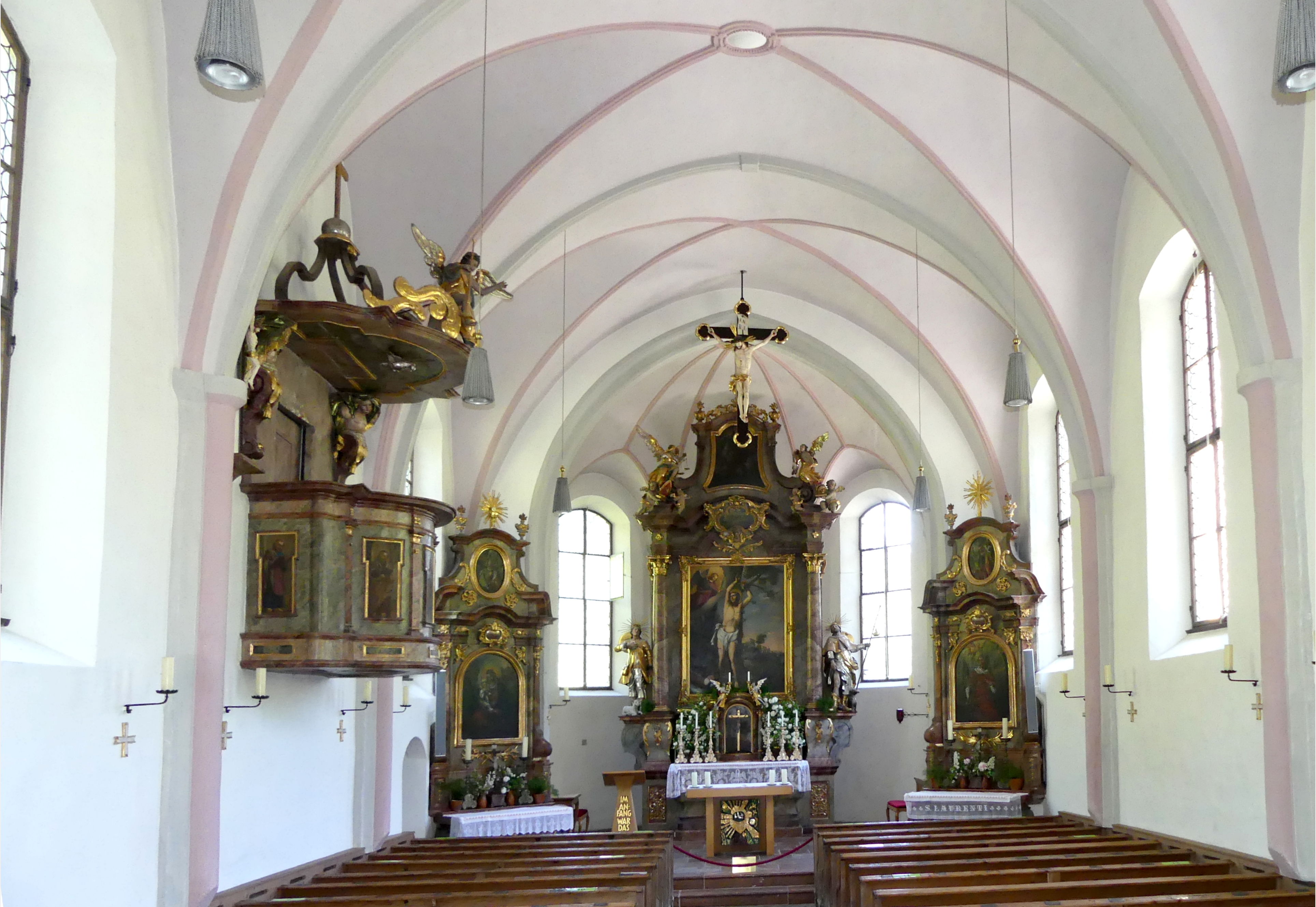
Apsis mit Hochaltar und Seitenaltären
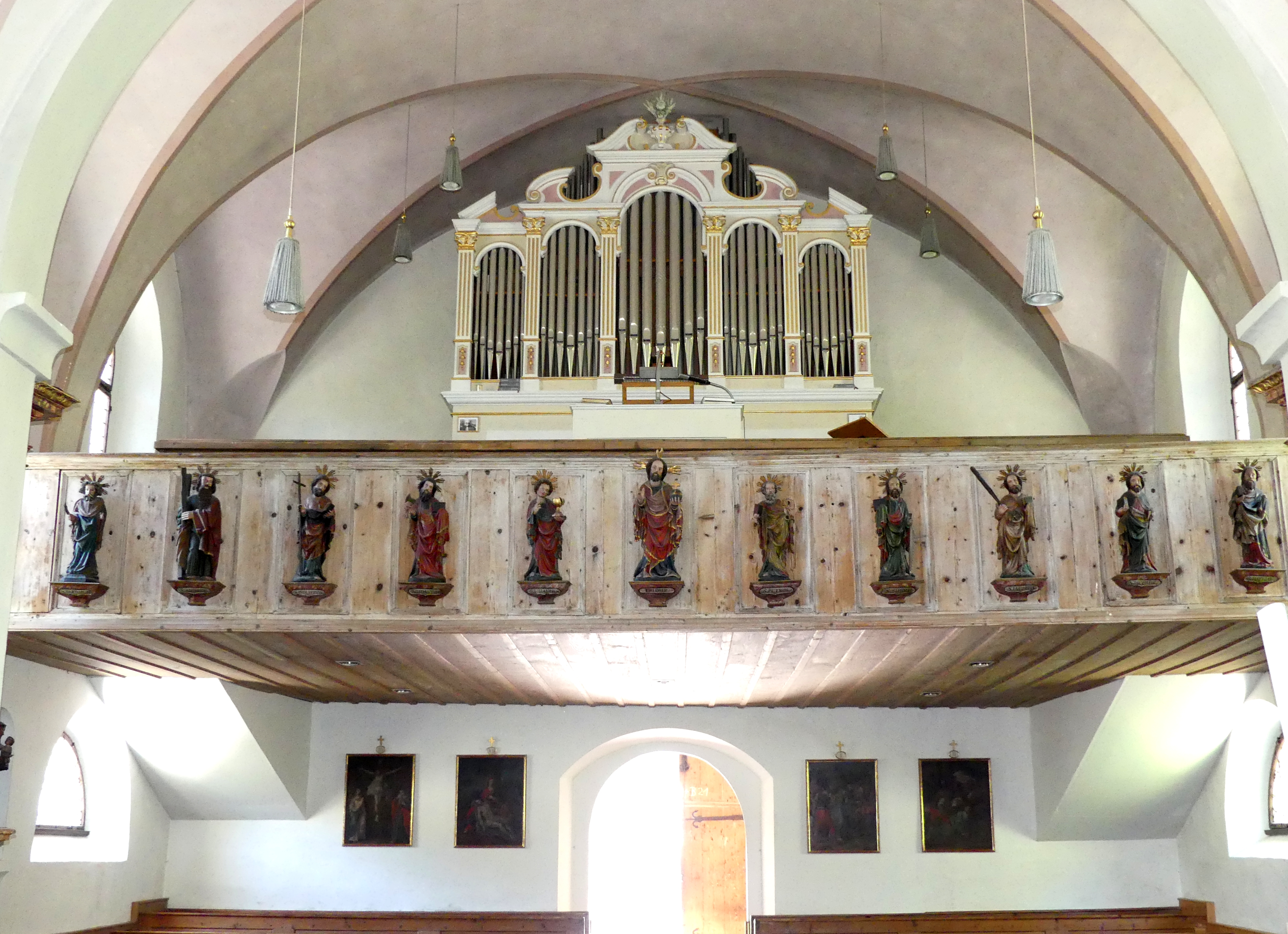
Empore mit Orgel und Apostelgruppe